# 리처드 앤더슨
리처드 앤더슨(Richard Anderson, 1926년 8월 8일 ~ 2017년 8월 31일)은 미국의 배우이다.

## 출연 작품
- 브레이크아웃 (1998, Breakout)
- 초보 형사 JJ (1994년)
- 게티스버그 (1993년)
- 플레이어 (1992년)
- 바이오닉 소머즈 (1989년)
- 스트레인저 온 마이 랜드 (1988, Stranger on My Land) - 월터스 소령 역
- 6백만 달러의 사나이와 소머즈 (1987년)
- 프루프 오브 와일드니스 (1978년)
- 블랙 아이 (1974년) - 돌 역
- 나이트 스트랭글러 (1973년)
- 플레이 잇 애즈 잇 레이스 (1972년)
- 도라 도라 도라 (1970년)
- 세컨드 (1966년)
- 세븐 데이스 인 메이 (1964년)
- 강박충동 (1959년)
- 길고 긴 여름날 (1958년)
- 영광의 길 (1957년)
- 금지된 세계 (1956년) - 퀸 역
- 히트 더 덱 (1955년)
- 브라보 요새의 탈출 (1954년)
- 황태자의 첫사랑 (1954년)
- 드림 와이프 (1953년)
- 아이 러브 멜빈 (1953년)
- 그녀에게 기회를 (1953년)
- 세 개의 사랑 이야기 (1953년)
- 용감한 페이건 (1952년)
- 스카라무슈 (1952년)
- 스톰 워닝 (1951년)
- 그라운드 포 매리지 (1951년)
- 리치 영 앤 프리티 (1951년)
- 고 포 브로크 (1951년)
- 매그니피선트 양키 (1950년)

### 텔레비전
- 조로 (1958-59)
- 페리 메이슨 (1964-66)
- 첩보원 0011 (1964-66)
- 도망자 (1964-67)
- 딜론 보안관 (1964-74)
- FBI (1966-73)
- 아이언사이드 (1967-75)
- 디즈니랜드 (1970) - 골트 소령 역
- 6백만 달러의 사나이 (1974-78)
- 소머즈 (1976-78)
- 꿈꾸는 낙원 (1981-84)
- 전격 Z작전 (1982)
- 달리는 사이먼 (1983-87)
- 특수공작원 아이언맨 (1984-85)
- 다이너스티 (1986-87)